# Golden Gate

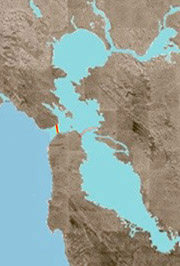
Strâmtoarea marcată cu roşu şi podul Golden Gate Bridge

Golden Gate (în traducere din engleză - Poarta de aur) este numele unei strâmtori care face legătura între Oceanul Pacific și Golful San Francisco, precum și al podului peste această strâmtoare.
Lungimea strâmtorii este de 8 km, în timp ce lățimea variază între 1,6 și 3 km. Numele său datează din 1848, din vremea căutătorilor de aur, când mii de aventurieri soseau cu vapoarele în Golful San Francisco. Până în acea perioadă spaniolii denumiseră strâmtoarea „Boca del Puerto de San Francisco”. În anul 1930 a fost construit renumitul pod Golden Gate peste strâmtoare. 
Strâmtoarea este mereu adâncită de efectul combinat al unei maree puternice și al curentului celor două guri de vărsare în golf ale fluviilor Sacramento și San Joaquin. Existența acestui curent puternic a împidiedicat evadarea prin înot a deținuților din închisoarea Alcatraz, închisă definitiv la 21 martie 1963.
Coordonate geografice ale strâmtorii sunt: 37° 51′ 12" latitudine nordică; 122° 22′ 3" longitudine vestică. 

## Legături externe

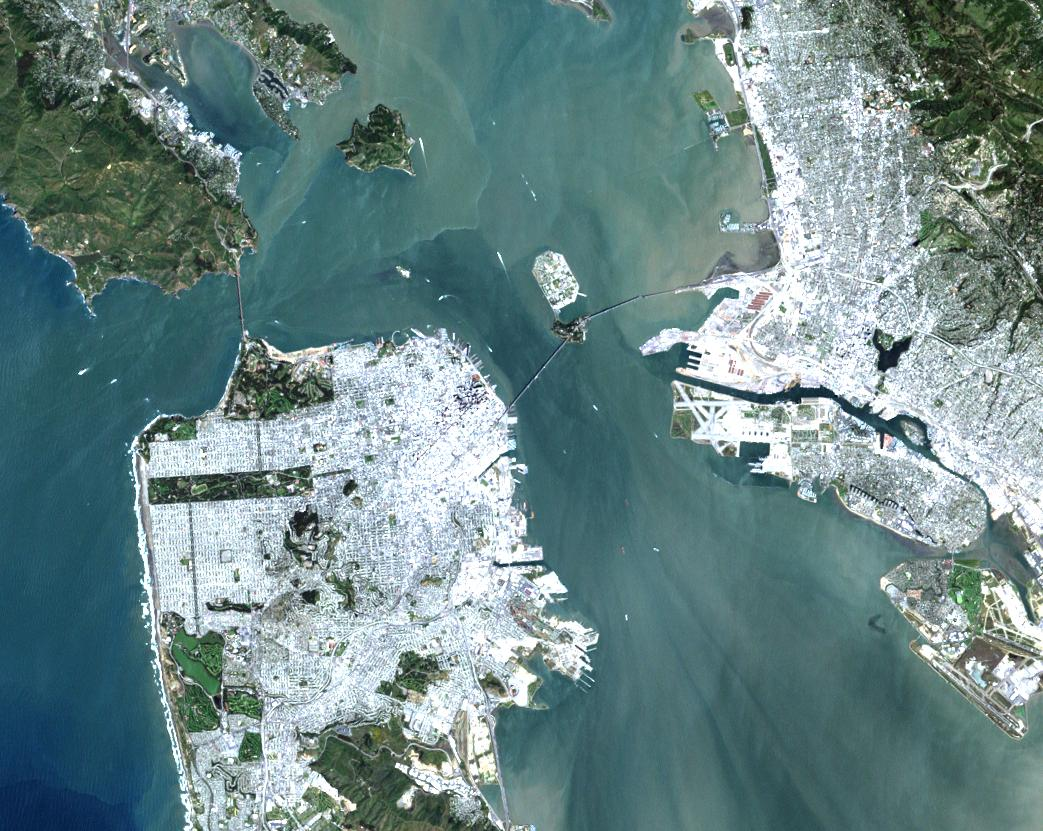
Imagine din satelit a oraşului San Francisco (1999)